# Sociala investeringsfonder
Sociala investeringsfonder eller sociala investeringar är en typ av kommunala fonder för finansieringar olika sociala projekt i ett lokalsamhälle eller kommun. Först i Sverige med att införa sociala investeringsfonder var Umeå kommun (120 miljoner kronor avsatt) och Norrköpings kommun (40 miljoner kronor avsatt). Enligt Sveriges kommuner och landsting (SKR) innebär sociala investeringar satsningar på barn och ungdomar som ska ge långsiktiga effekter för såväl individen som för samhället.

## Sociala investeringar
Som de första kommunerna i Sverige beslutade politikerna i Umeå kommun och Norrköpings kommun år 2010 att införa sociala investeringsfonder. Umeå kommun fonderade 120 miljoner kronor (samt en engångssatsning på 80 miljoner till en jobbsatsning med full lön för ungdomar) och Norrköpings kommun fonderade 40 miljoner kronor. Kommunerna avsatte ekonomiska överskott och kommunala bolagsvinster i fonderna, för investeringar mot social och ekonomisk marginalisering samt för att minska ungdomsarbetslösheten. Umeå kommun beskriver sin fonds syfte som förebyggande: "Pengarna ska användas för att stötta initiativ och verksamhet som förebygger ekonomisk och social marginalisering bland barn och unga." Efter att Umeå kommun infört fondsystemet har ett intresse bland andra kommuner väckts för fondmodellen. SVT rapporterar att det i slutet av juli 2013 fanns 46 stycken svenska kommuner som startat sociala investeringsfonder med totalt cirka 1 miljard kronor fonderat.
Enligt en kartläggning som SKL låtit göra 2014 hade minst 62 av landets kommuner, och minst två landsting och två regioner, avsatt medel för sociala investeringsfonder. 21 kommuner uppgav att de planerade insatser, och 59 stycken kommuner befann sig i någon slags uppstartsfas för att genomföra sociala insatsfonder. 41 av de 62 kommunerna hade avsatt högst 10 miljoner i sociala investeringar.
Konceptet med sociala investeringsfonder startade i Norrköping och Umeå där Vänsterpartiet och Socialdemokraterna satt i majoritet. Nationalekonomen Lars Hultkrantz visar i sin kartläggning av sociala investeringsfonderna från 2016 att det inte finns någon större politisk höger-vänster tendens när det gäller att bruka sociala investeringsfonder. Av de kommuner som hade infört sociala investeringsfonder styrdes 20 kommuner av allianspar- tier och 29 styrdes av vänsterpartier.

### Citatförteckning
1. ↑  Citat från SVT Text:[7]

Miljard till sociala kommunfonder

Sociala investeringsfonder är en ny trend i kommunerna. Minst 46 kommuner har startat sådana fonder, enligt en kartläggning som SVT har gjort. Totalt har en miljard kr placerats i dem.

Fonderna ska stödja projekt som motverkar sociala problem, t.ex. lästräning för barn eller insatser för långtidsarbetslösa. Utförare är i allmänhet kommunens förvaltningar men ibland även föreningar eller företag.

Nationalekonomen Lars Hultkrantz varnar för att pengarna kan delas ut alltför lättvindigt och efterlyser bättre utvärdering och analys.

### Notförteckning
1. 1 2  SKL: Områden som arbetar med sociala investeringar. Läst 27 juli 2013.
2. ↑  SKL:Sociala investeringar i Umeå[död länk]. Läst: 27 juli 2013.
3. ↑  SKL: Från arbetslöshet till framtidstro[död länk]. Läst: 27 juli 2013.
4. ↑  SKL: investeringar[död länk]. Läst: 27 juli 2013.
5. ↑  Umeå: Umeå förebygger utanförskap bland barn och unga Arkiverad 30 augusti 2013 hämtat från the Wayback Machine.. Läst: 27 juli 2013.
6. ↑  Umeå kommun: Sociala investeringar Arkiverad 1 juli 2013 hämtat från the Wayback Machine.. Läst: 27 juli 2013.
7. ↑  SVT Text: Miljard till sociala kommunfonder. Läst 27 juli 2013.
8. 1 2  Lars Hultkrantz (4:2016). ”Sociala investeringsfonder”. Ekonomisk debatt.
9. ↑  ”Sociala investeringsfonder i Sverige – fakta och lärdomar”. SNS. https://www.sns.se/artiklar/sociala-investeringsfonder-i-sverige-fakta-och-lardomar/. Läst 3 januari 2022.